# Paul Haarhuis
Paul Haarhuis /ˈpaul ˈhaːrhœys/ (Eindhoven, Países Bajos, 19 de febrero de 1966) es un extenista neerlandés, de destacada labor en los años 1990, sobre todo en la modalidad de dobles, donde llegó a ser N.º 1 del mundo y conquistó 54 títulos. En sencillos logró un título y siete finales, incluida una en el Masters de Indian Wells en 1996.

## Torneos de Grand Slam

### Campeón Dobles (6)
| Año  | Torneo               | Pareja             | Oponentes en la final          | Resultado               |
| 1994 | Abierto de Australia | Jacco Eltingh      | Byron Black Jonathan Stark     | 6-7 6-3 6-4 6-3         |
| 1994 | US Open              | Jacco Eltingh      | Todd Woodbridge Mark Woodforde | 6-3 8-6                 |
| 1995 | Roland Garros        | Jacco Eltingh      | Nicklas Kulti Magnus Larsson   | 6-7(3) 6-4 6-1          |
| 1998 | Roland Garros        | Jacco Eltingh      | Mark Knowles Daniel Nestor     | 6-3 3-6 6-3             |
| 1998 | Wimbledon            | Jacco Eltingh      | Todd Woodbridge Mark Woodforde | 2-6 6-4 7-6(3) 5-7 10-8 |
| 2002 | Roland Garros        | Yevgeni Káfelnikov | Mark Knowles Daniel Nestor     | 7-5 6-4                 |

### Finalista Dobles (5)
| Año  | Torneo        | Pareja             | Oponentes en la final          | Resultado              |
| 1997 | Wimbledon     | Jacco Eltingh      | Todd Woodbridge Mark Woodforde | 6-7(4) 6-7(7) 7-5 3-6  |
| 1999 | Wimbledon     | Jared Palmer       | Mahesh Bhupathi Leander Paes   | 7-6(10) 3-6 4-6 6-7(4) |
| 2000 | Roland Garros | Sandon Stolle      | Todd Woodbridge Mark Woodforde | 6-7 4-6                |
| 2000 | Wimbledon     | Sandon Stolle      | Todd Woodbridge Mark Woodforde | 3-6 4-6 1-6            |
| 2003 | Roland Garros | Yevgeni Káfelnikov | Bob Bryan Mike Bryan           | 6-7(3) 3-6             |

## Títulos (55; 1+54)

### Individuales (1)
| Leyenda                |
| Grand Slam (0)         |
| Tennis Masters Cup (0) |
| ATP Masters Series (0) |
| ATP Tour (1)           |

| N.º | Fecha               | Torneo  | Superficie | Oponente en la final | Resultado |
| --- | ------------------- | ------- | ---------- | -------------------- | --------- |
| 1.  | 16 de enero de 1995 | Yakarta | Dura       | Radomir Vasek        | 7-5, 7-5  |

### Finalista en individuales (7)
- 1992: Singapur (pierde ante Simon Youl)
- 1994: Doha (pierde ante Stefan Edberg)
- 1994: Filadelfia (pierde ante Michael Chang)
- 1995: Memphis (pierde ante Todd Martin)
- 1995: Róterdam (pierde ante Richard Krajicek)
- 1996: Indian Wells TMS (pierde ante Michael Chang)
- 1998: Boston (pierde ante Michael Chang)

### Dobles (54)
| Leyenda                 |
| Grand Slam (6)          |
| Tennis Masters Cup (2)  |
| ATP Masters Series (10) |
| ATP Tour (36)           |

| N.º | Fecha | Torneo                              | Superficie    | Pareja             | Oponentes en la final               | Resultado                |
| --- | ----- | ----------------------------------- | ------------- | ------------------ | ----------------------------------- | ------------------------ |
| 1.  | 1990  | Moscú                               | Moqueta       | Hendrik Jan Davids | John Fitzgerald Anders Järryd       | 6-4, 7-6                 |
| 2.  | 1991  | Estoril                             | Tierra batida | Mark Koevermans    | Tom Nijssen Cyril Suk               | 6-3, 6-3                 |
| 3.  | 1991  | Rosmalen                            | Césped        | Hendrik Jan Davids | Richard Krajicek Jan Siemerink      | 6-3, 7-6                 |
| 4.  | 1991  | Guarujá                             | Dura          | Jacco Eltingh      | Bret Garnett Todd Nelson            | 6-3, 7-5                 |
| 5.  | 1992  | Hilversum                           | Tierra batida | Mark Koevermans    | Marten Renstrom Mikael Tillström    | 6-7, 6-1, 6-4            |
| 6.  | 1992  | Schenectady                         | Dura          | Jacco Eltingh      | Sergio Casal Emilio Sánchez         | 6-3, 6-4                 |
| 7.  | 1993  | Kuala Lumpur-1                      | Dura          | Jacco Eltingh      | Henrik Holm Bent-Ove Pedersen       | 7-5, 6-3                 |
| 8.  | 1993  | Hamburgo TMS                        | Tierra batida | Mark Koevermans    | Grant Connell Patrick Galbraith     | 7-6, 6-4                 |
| 9.  | 1993  | Roma TMS                            | Tierra batida | Jacco Eltingh      | Wayne Ferreira Mark Kratzmann       | 6-4, 7-6                 |
| 10. | 1993  | Hilversum                           | Tierra batida | Jacco Eltingh      | Hendrik Jan Davids Libor Pimek      | 4-6, 6-2, 7-5            |
| 11. | 1993  | Kuala Lumpur-2                      | Dura (i)      | Jacco Eltingh      | Jonas Björkman Lars-Anders Wahlgren | 7-5, 4-6, 7-6            |
| 12. | 1993  | Moscú                               | Moqueta       | Jacco Eltingh      | Jonas Björkman Jan Apell            | 6-1, ret.                |
| 13. | 1993  | Doubles Championship, Johannesburgo | Dura (i)      | Jacco Eltingh      | Todd Woodbridge Mark Woodforde      | 7-64, 7-65, 6-4          |
| 14. | 1994  | Abierto de Australia, Melbourne     | Dura          | Jacco Eltingh      | Byron Black Jonathan Stark          | 6-7, 6-3, 6-4, 6-3       |
| 15. | 1994  | Filadelfia                          | Moqueta       | Jacco Eltingh      | Jim Grabb Jared Palmer              | 6-3, 6-4                 |
| 16. | 1994  | Miami TMS                           | Dura          | Jacco Eltingh      | Mark Knowles Jared Palmer           | 6-2, 6-2                 |
| 17. | 1994  | US Open, Nueva York                 | Dura          | Jacco Eltingh      | Todd Woodbridge Mark Woodforde      | 6-3, 7-6                 |
| 18. | 1994  | Kuala Lumpur                        | Moqueta       | Jacco Eltingh      | Nicklas Kulti Lars-Anders Wahlgren  | 6-0, 7-5                 |
| 19. | 1994  | Sydney Indoor                       | Dura (i)      | Jacco Eltingh      | Byron Black Jonathan Stark          | 6-4, 7-6                 |
| 20. | 1994  | París Indoor TMS                    | Moqueta       | Jacco Eltingh      | Byron Black Jonathan Stark          | 6-4, 6-3                 |
| 21. | 1994  | Moscú                               | Moqueta       | Jacco Eltingh      | David Adams Andrei Olhovskiy        | W/O                      |
| 22. | 1995  | Montecarlo                          | Tierra batida | Jacco Eltingh      | Luis Lobo Javier Sánchez            | 6-1, 6-2                 |
| 23. | 1995  | Roland Garros, París                | Tierra batida | Jacco Eltingh      | Nicklas Kulti Magnus Larsson        | 6-7, 6-4, 6-1            |
| 24. | 1995  | Halle                               | Césped        | Jacco Eltingh      | Yevgeni Káfelnikov Andrei Olhovskiy | 6-2, 3-6, 6-3            |
| 25. | 1995  | Tokyo Indoor                        | Moqueta       | Jacco Eltingh      | Jakob Hlasek Patrick McEnroe        | 6-2, 6-7, 6-3            |
| 26. | 1995  | Essen TMS                           | Moqueta       | Jacco Eltingh      | Cyril Suk Daniel Vacek              | 7-5, 6-7, 6-4            |
| 27. | 1995  | Estocolmo                           | Dura (i)      | Jacco Eltingh      | Grant Connell Patrick Galbraith     | 3-6, 6-2, 7-6            |
| 28. | 1996  | Toronto TMS                         | Dura          | Patrick Galbraith  | Mark Knowles Daniel Nestor          | 6-3, 7-5                 |
| 29. | 1996  | Toulouse                            | Dura (i)      | Jacco Eltingh      | Olivier Delaître Guillaume Raoux    | 6-2, 2-6, 6-3            |
| 30. | 1996  | París Indoor TMS                    | Moqueta       | Jacco Eltingh      | Yevgeni Káfelnikov Daniel Vacek     | 6-2, 6-4                 |
| 31. | 1997  | Doha                                | Dura          | Jacco Eltingh      | Patrik Fredriksson Magnus Norman    | 6-3, 6-2                 |
| 32. | 1997  | Róterdam                            | Moqueta       | Jacco Eltingh      | Libor Pimek Byron Talbot            | 7-6, 6-4                 |
| 33. | 1997  | Rosmalen                            | Césped        | Jacco Eltingh      | Trevor Kronemann David Macpherson   | 6-4, 7-5                 |
| 34. | 1997  | Boston                              | Dura (i)      | Jacco Eltingh      | Dave Randall Jack Waite             | 6-4, 6-2                 |
| 35. | 1997  | Toulouse                            | Dura (i)      | Jacco Eltingh      | Jean-Philippe Fleurian Max Mirnyi   | 6-3, 7-6                 |
| 36. | 1997  | París Indoor TMS                    | Moqueta       | Jacco Eltingh      | Rick Leach Jonathan Stark           | 6-2, 6-4                 |
| 37. | 1998  | Filadelfia                          | Dura (i)      | Jacco Eltingh      | Richey Reneberg David Macpherson    | 7-6, 6-7, 6-2            |
| 38. | 1998  | Róterdam                            | Moqueta       | Jacco Eltingh      | Neil Broad Piet Norval              | 7-6, 6-3                 |
| 39. | 1998  | Barcelona                           | Tierra batida | Jacco Eltingh      | Ellis Ferreira Rick Leach           | 6-2, 6-4                 |
| 40. | 1998  | Montecarlo TMS                      | Tierra batida | Jacco Eltingh      | Todd Woodbridge Mark Woodforde      | 6-2, 6-4                 |
| 41. | 1998  | Roland Garros, París                | Tierra batida | Jacco Eltingh      | Mark Knowles Daniel Nestor          | 6-3, 3-6, 6-3            |
| 42. | 1998  | Wimbledon, Londres                  | Césped        | Jacco Eltingh      | Todd Woodbridge Mark Woodforde      | 2-6, 6-4, 7-6, 7-5, 10-8 |
| 43. | 1998  | Ámsterdam                           | Tierra batida | Jacco Eltingh      | Dominik Hrbatý Karol Kučera         | 6-3, 6-2                 |
| 44. | 1998  | Boston                              | Dura          | Jacco Eltingh      | Chris Haggard Jack Waite            | 6-3, 6-2                 |
| 45. | 1998  | Doubles Championship, Hartford      | Moqueta       | Jacco Eltingh      | Mark Knowles Daniel Nestor          | 6-4, 6-2, 7-5            |
| 46. | 1999  | Barcelona                           | Tierra batida | Yevgeni Káfelnikov | Massimo Bertolini Cristian Brandi   | 7-6, 6-4                 |
| 47. | 1999  | Ámsterdam                           | Tierra batida | Sjeng Schalken     | Devin Bowen Eyal Ran                | 6-3, 6-2                 |
| 48. | 1999  | Indianápolis                        | Dura          | Jared Palmer       | Olivier Delaître Leander Paes       | 6-3, 6-4                 |
| 49. | 2000  | Shanghái                            | Dura          | Sjeng Schalken     | Petr Pála Pavel Vízner              | 6-2, 3-6, 6-4            |
| 50. | 2000  | Lyon                                | Moqueta       | Sandon Stolle      | Ivan Ljubičić Jack Waite            | 6-1, 6-7, 7-6            |
| 51. | 2001  | Milán                               | Moqueta       | Sjeng Schalken     | Johan Landsberg Tom Vanhoudt        | 7-65, 7-64               |
| 52. | 2001  | s’Hertogenbosch                     | Césped        | Sjeng Schalken     | Martin Damm Cyril Suk               | 6-4, 6-4                 |
| 53. | 2001  | Ámsterdam                           | Tierra batida | Sjeng Schalken     | Àlex Corretja Luis Lobo             | 6-4, 6-2                 |
| 54. | 2002  | Roland Garros, París                | Tierra batida | Yevgeni Káfelnikov | Mark Knowles Daniel Nestor          | 7-5, 6-4                 |

### Finalista en dobles (torneos destacados)
- 1991: Masters de Montecarlo (junto a Mark Koevermans pierden ante Luke Jensen y Laurie Warder)
- 1993: Masters de Montecarlo (junto a Mark Koevermans pierden ante Stefan Edberg y Petr Korda)
- 1995: Eindhoven Doubles Championships (junto a Jacco Eltingh pierden ante Grant Connell y Patrick Galbraith)
- 1996: US Open
- 1996: Masters de Stuttgart (junto a Jacco Eltingh pierden ante Sébastien Lareau y Alex O'Brien)
- 1997: Masters de Montecarlo (junto a Jacco Eltingh pierden ante Donald Johnson y Francisco Montana)
- 1997: Wimbledon
- 1998: Masters de París (junto a Jacco Eltingh pierden ante Mahesh Bhupathi y Laender Paes)
- 1999: Masters de Hamburgo (junto a Jared Palmer pierden ante Wayne Arthurs y Andrew Kratzmann)
- 1999: Wimbledon
- 1999: Masters de París (junto a Jared Palmer pierden ante Sébastien Lareau y Alex O'Brien)
- 2000: Masters de Indian Wells (junto a Sandon Stolle pierden ante Alex O'Brien y Jared Palmer)
- 2000: Masters de Montecarlo (junto a Sandon Stolle pierden ante Wayne Ferreira y Yevgeni Káfelnikov)
- 2000: Roland Garros
- 2000: Wimbledon
- 2000: Masters de París (junto a Sandon Stolle pierden ante Todd Woodbridge y Mark Woodforde)
- 2002: Masters de Montecarlo (junto a Yevgeni Káfelnikov pierden ante Jonas Björkman y Todd Woodbridge)
- 2003: Roland Garros